# Cirrholovenia violacea
Cirrholovenia violacea is een hydroïdpoliepensoort uit de familie van de Lovenellidae. De wetenschappelijke naam van de soort is voor het eerst geldig gepubliceerd in 2010 door Gershwin, Zeidler & Davie.